# Jerónimo
Jerónimo o Gerónimo es un nombre propio procedente del griego ático Ἱερώνυμος (Hierōnymos), formado a partir de ἱερός (hierόs, ‘sagrado’) y el griego dórico y eólico ὄνυμα (ónyma, ‘nombre’). 

## Variaciones
- Femenino: Jerónima, Gerónima.
- Diminutivo: Jeronimito, Jeronimillo.

## Variaciones en otros idiomas
- Español: Jerónimo, Gerónimo.
- Albanés: Jeronimo.
- Alemán: Hieronymus.
- Inglés: Jerome.
- Alsaciano: Jerless.
- Catalán: Jeroni.
- Euskera: Jeronimo.
- Croata: Jeronim.
- Portugués : Jerónimo.
- Esperanto: Hieronimo.
- Francés: Jérôme, Gerôme.
- Gallego: Xerome.
- Húngaro: Jeromos.
- Italiano: Girolamo, Geronimo.
- Japonés: ジェローム (Jerōmu).
- Latín : Hieronymus.
- Letón: Hieronīms.
- Lituano: Jeronimas.
- Neerlandés: Jeroen.
- Occitano: Jiròni.
- Poitevin: Jhirome.
- Polaco: Hieronim.
- Rumano: Ieronim.
- Ruso: Иероним (Ieronim).
- Checo: Jeroným.
- Ucraniano: Ієронім (Ièronim).

## Personajes históricos
- Jerónimo de Cardia, historiador y militar griego, contemporáneo del rey macedonio Alejandro Magno.
- Jerónimo de Estridón, santo cristiano, primer traductor al latín de la Biblia.
- Jerónimo Bonaparte, hermano menor del emperador francés Napoleón Bonaparte.
- Jerónimo de Perigord, primer obispo de la diócesis de Salamanca tras la reconquista cristiana de ésta. Fue hombre de confianza del Cid y obispo de Valencia tras la conquista de esta ciudad por el Campeador.
- Gerónimo, jefe amerindio de la tribu apache, que condujo numerosos ataques contra el ejército estadounidense a fines del siglo XIX.
- Jerónimo Usera, padre Fundador de la orden de religiosas de las Hermanas del Amor de Dios.
- Jerónimo de Aguilar, conquistador de México, uno de los primeros españoles en el Yucatán.
- Jerónimo Arozamena, vicepresidente del Tribunal Constitucional de España entre 1980 y 1986.
- Jerónimo Treviño, militar mexicano, combatió en la Guerra de Reforma y en la Intervención Francesa; fue gobernador de Nuevo León en varias ocasiones.
- Leonardo Castellani, con su seudónimo Jerónimo del Rey, escritor y sacerdote argentino.

- Datos: Q16277367
- Multimedia: Jerónimo (given name) / Q16277367